# I soliti idioti
I soliti idioti è una serie televisiva italiana, con Francesco Mandelli e Fabrizio Biggio trasmessa in prima visione da Comedy Central ed MTV dal 2009 al 2012.
La prima serie si ispira alla serie tv inglese Little Britain ed è stata ideata da Enrico Lando, Francesco Mandelli, Fabrizio Biggio e Martino Ferro. Collaborarono alla prima serie anche Andrea Bempensante (che collaborò anche alla numero zero) e Beppe Tosco. Tutte le serie sono state dirette da Enrico Lando.
La serie, che ha ricevuto il premio Best MTV Show ai TRL Awards 2011 e 2012, viene trasmessa per la prima volta da Comedy Central il 12 febbraio 2009, seguita il 28 dello stesso mese da MTV.

## Personaggi
Ogni puntata è composta da scene indipendenti, in ognuna delle quali appaiono i due interpreti Mandelli e Biggio, affiancati da comparse che quasi mai interagiscono direttamente con i personaggi principali:
- Il nichilista: Pompeo Avvighini, interpretato da Mandelli, è un personaggio fortemente ispirato da un pensiero di nichilismo assoluto. Trascorre il suo tempo in un bar a leggere un giornale e interviene in discorsi di persone sedute accanto a lui proponendo il suo punto di vista. Egli è sempre dell'opinione che ogni cosa è "merda".
- I tifosi: allo stadio due amici di età matura discutono di argomenti di una certa rilevanza sociale, facendo sottintendere di essere persone di buon senso, in particolare tramite discorsi e frasi profonde. Questi discorsi sono alternati a improvvisi momenti di follia coronati da acclamazioni, cori da stadio, insulti e gesti scurrili non appena la loro squadra, o quella avversaria, segna un gol.
- Il disabile: un disabile (Mandelli) non sa come difendersi dai pesanti insulti di un uomo anziano (Biggio). Questi personaggi sono presenti solo nella prima stagione poiché censurati da MTV.
- Father & Son: un padre, Ruggero De Ceglie, e suo figlio Gianluca, agiati esponenti della Roma benestante, convivono in un grande appartamento. Ruggero è rozzo, rude, volgare, autoritario, e disonesto, mentre Gianluca è laureato, amante dell'arte e della tecnologia, gentile e sensibile ma anche assai ingenuo. Il padre, di cui è celebre il suo intercalare preferito, «Dai cazzo!» rivolto al figlio, è molto duro con lui e lo spinge costantemente a compiere azioni azzardate e immorali, lasciandolo sempre nei guai. Altri personaggi secondari che appaiono assai di rado ma sono spesso citati, sono: la moglie di Ruggero e madre di Gianluca, che si trova quasi sempre in Giamaica o in Australia; Fabiana, la fidanzata di Gianluca, presa in giro e derisa continuamente da Ruggero, che la reputa tutt'altro che attraente; Chicco, Lello, Ugo e Sergio Er Puzza, quattro amici di Ruggero disonesti come lui; Romoletto, l'altro figlio di Ruggero e fratellastro di Gianluca, che Ruggero preferisce poiché volgare e disonesto come lui, a differenza del fratello; il figlio di Edoardo, citato alcune volte da Ruggero incitando il figlio a essere più come lui.
- L'amante del primario: vi sono due dottori di un ospedale che lavorano in sala operatoria. Il capo chirurgo è una procace e avvenente donna (Biggio) che sfrutta il suo fascino per fare carriera tramite rapporti segreti con il primario. Vi sono numerosi doppisensi in sala operatoria con l'assistente Protti (Mandelli).
- Il precario: un lavoratore di un ufficio (Mandelli) costantemente assillato da pratiche lavorative, oppresso e deriso dal suo capo (Biggio). Cerca di convincere altri precari ad unirsi e ribellarsi, ma per diversi motivi non vi riesce mai.
- Dolce attesa: una coppia gay tenta in ogni modo di avere un figlio, il più delle volte sfociando nel ridicolo e nell'improbabile, ad esempio nel chiedere alla farmacista un test di gravidanza, nel partecipare a corsi di mamme gravide e nell'effettuare visite dal ginecologo. Entrambi i personaggi si chiamano Fabio. Tutte le scene seguono lo stesso schema: uno dei due (Mandelli) guarda continuamente il suo cellulare ignorando le altre persone, l'altro (Biggio) — convinto di essere "incinto" — tenta poi di fargli domande mentre sta parlando con altre persone, il primo risponde sempre «Fabio, non lo so, non lo so...» e, mentre lo fa, l'altro Fabio lo immagina in pose sexy per poi tornare alla realtà. Quest'ultimo allora arriva sempre a dire alle altre persone che molto probabilmente dà loro fastidio vedere degli omosessuali e sentir dire la parola "omosessuale" e allora ripete questa parola più volte a voce alta e molto scandita. Nel sesto episodio della terza stagione, il Fabio interpretato da Mandelli dichiara incredibilmente di essere eterosessuale fin da bambino. Tutti sono sconvolti, compreso l'altro Fabio. La coppia inoltre possiede due cani, Omo e Sessuale.
- Il rinnovamento della chiesa: due uomini di chiesa, Padre Boi (Biggio) e Padre Giorgio (Mandelli), in lavoro presso il Vaticano, mostrano alle maggiori cariche cattoliche, compreso il Papa, i modi più stravaganti e assurdi per aumentare il consenso delle masse nei confronti della Chiesa cattolica e di Gesù Cristo, ad esempio cambiare il simbolo aggiungendo dei trattini alla croce cristiana trasformandola in una svastica, oppure dare un nome nuovo alla Bibbia, "Rebibbia", o ancora cambiare la vita di Gesù e predicare che «Non è poi 'sto gran lavoratore», come dice Padre Giorgio.
- Gisella e Sebastiano (Sono subito da lei): Gisella (interpretata da Biggio) lavora in numerosi servizi pubblici, tra cui un ufficio postale, una banca, un centro informazioni, una stazione di polizia, un pronto soccorso, l'assistenza telefonica, un ufficio oggetti smarriti dell'aeroporto, anche come cameriera in un ristorante, come responsabile della reception di un hotel, come bagnina, voce di un GPS ecc. Appare il solito cliente, Sebastiano (interpretato da Mandelli), che si vede di volta in volta essere raggirato dalla donna nei modi più strampalati, che talvolta si spoglia parzialmente dinanzi alla sua indifferenza. Sebastiano è costretto a ripetere più volte la sua richiesta, dato che Gisella ripete in continuazione: «Dicaaa...» e dopo la richiesta dice «Un attimo e sono subito da lei» per poi fare delle assurdità, continuando a rotazione a dire e fare le stesse cose e a chiamare il suo collega Bertelli senza mai concludere niente, prendendo anche in giro Sebastiano (ad esempio porgendogli un biglietto inesistente o invisibile). Pur avendo una personalità debole e remissiva, l'aspetto di Sebastiano ricalca lo stereotipo del metallaro: indossa sempre una t-shirt degli Iron Maiden parzialmente coperta da una felpa scura, porta un lungo pizzetto e una leggera barba, ha il capo coperto da un passamontagna scuro a sua volta nascosto da un casco bianco da motorino (si sposta sempre in scooter). In una puntata della seconda stagione si priva di questi ultimi rivelando una folta e lunga chioma di capelli neri. Nella stessa puntata si vede la sua fidanzata, dal look perfettamente abbinato al suo.
- (Im)moralisti: una coppia benestante, Marialuce (Mandelli) e Giampietro (Biggio), mentre passeggiano o fanno jogging, si imbattono in persone appartenenti a varie categorie sociali particolari come, ad esempio, un senzatetto, una coppia di lesbiche, un uomo di colore, un uomo in carrozzella, ecc. Marialuce di fronte a loro si blocca imbarazzata perché non sa quale sia il comportamento da tenere. Lei infatti si spaventa sempre nel vedere gente che secondo lei è anormale. Giampietro viene costretto anche lui a bloccarsi, nonostante continui a ripeterle «È normale, Marialuce, è normale...». Nonostante cerchino di essere politicamente corretti ed educati, le situazioni sfociano spesso in comportamenti grotteschi, totalmente opposti alle loro intenzioni.
- L'amica cieca: due amiche, una non vedente ma molto carina e una ipocrita e assai sgraziata. Quest'ultima, nell'apparente intento di assistere l'amica cieca e accompagnarla nelle sue uscite, non perde occasione per metterla in situazioni imbarazzanti o fare battute indelicate e apparentemente involontarie sul suo handicap.
- Mamma esco: un ragazzino, Niccolò Santini, esce di casa dicendo di andare a fare azioni quasi sempre illegali o piuttosto stravaganti (oppure rientra a casa e dichiara cosa ha fatto), molto scorrette per chiunque, meno che mai per un ragazzino della sua età, spesso in compagnia dell'amico Gigetto Tagliarocca. La madre e il padre non appaiono mai sullo schermo e interloquiscono col bambino urlando da diversi punti della casa, ma senza mai battere ciglio sui brutti passatempi del figlio, quasi a sottolineare il mancato ascolto intergenerazionale: da una parte i bambini o i ragazzi che parlano, dall'altra i genitori che non li ascoltano, intenti esclusivamente a fornire raccomandazioni che con tutta probabilità non verranno seguite. I genitori dello sketch si rivolgono a lui a turno, in modo simile a come ci si rivolge normalmente ai bambini, anche se Niccolò dice di fare azioni come drogarsi, rubare, uccidere persone e avere un rapporto sessuale. Dalla terza stagione è presente una nuova parte dello sketch che vede i due bambini mentre si trovano a scuola o in spiaggia.
- Quindi quindi: in una palestra, un tassista (Rocco Tanica) che millanta mille avventure, racconta le sue conquiste amorose a due ragazzi calvi che pendono dalle sue labbra e ripetono in maniera ossessiva le parole «quindi? quindi?» per sapere di più e per farlo arrivare il prima possibile all'unica parte del racconto che veramente li interessa: quando se le porta a letto. Resteranno però eternamente delusi perché le vicende del “playboy” si concludono sempre in un nulla di fatto.
- La ministra: la capo chirurgo de "L'amante del primario" è stata eletta ministra, i suoi assistenti sono gli ex dottori e i suoi discorsi sono pieni di doppi sensi. Risponde alle domande dei giornalisti interpretando tutto come se fosse relativo al sesso. Il suo "marchio di fabbrica" è sempre la grossa colata di sperma sulla sua guancia, che non si ricorda mai di ripulire prima delle conferenze stampa. Inoltre, nella quarta stagione si trova a doversi difendere da un magistrato (grazie anche al suo avvocato Protti) che la accusa di aver avuto rapporti illeciti con diversi politici, attraverso esplicite intercettazioni telefoniche.
- Sì, ma lo scontrino?: un anziano cartolaio (Mandelli) con lunghi capelli grigi e con un braccio invalido che sembra un peso morto, che in una puntata usa comicamente per tenere ferma una carta, è ossessionato dalla domanda di un cliente (Biggio) vestito in stile hippy, che ogni volta compra cose per un totale di 2,50 euro e gli chiede lo scontrino, dato che lui non glielo fa mai. Il negoziante usa tutti gli stratagemmi possibili e prova a dire e fare qualsiasi cosa per far distrarre il cliente dalla domanda o per fargliela dimenticare sperando di riuscire a non fargli lo scontrino, ma il cliente invano gli domanda di continuo: «Sì, ma... lo scontrino?», senza però essere mai accontentato. Alla fine il cartolaio riesce a mandare via il cliente con l'aiuto di un giocatore di rugby.
- I poliziotti scoreggioni: due poliziotti, Troiano e Pisano, che nello svolgimento delle loro operazioni di pattuglia in luoghi pubblici mollano peti, credono che i loro peti siano rumori di spari e per questo incolpano e puniscono ignari cittadini come fossero criminali. Muoiono nella quarta stagione durante una caccia all'assassino in spiaggia. Sono ripetute continuamente le frasi «Cazzo è stato?» e «Chiamo i rinforzi?».
- I morti di sonno: una coppia di adolescenti in compagnia di alcuni amici si ritrovano sempre in un parco coi loro scooter. Costantemente in preda al sonno, si rivolgono tra di loro (e anche con persone fuori dal gruppo) con un linguaggio di soli sbadigli, che comunque significa quasi sempre le stesse parole.
- Karaoke di fine puntata: le puntate della prima stagione si concludono tutte con la scena di un karaoke dove i vari personaggi interpretano sempre le stesse canzoni in modi differenti. In ogni puntata ci sono due personaggi.
- Jackson e Johnson: appaiono sempre alla fine delle puntate della seconda stagione. Sono una coppia di imprenditori (ogni volta di un diverso ramo del settore terziario: modellistica, telefonia ecc.) che vestono come Charlot e parlano con un accento inglese. Ogni volta la stessa famiglia si lamenta dei suoi problemi, e ogni volta arrivano loro due per risolverli a modo loro, per esempio spaccando tutti i telefoni perché si lamentavano della bolletta troppo alta o uccidendo la nonna per risparmiare l'assicurazione sugli anziani. Alla fine chiudono cantando una canzoncina che viene reinterpretata anche dagli altri personaggi.
- I Putti (I due angeli): Pupi e Popi sono due attori di teatro precari, che lavorano insieme da vent'anni. Popi è morto di fame per lasciare il cibo ai figli malati e alla moglie gestante. Pupi cerca di convincere Popi a non mangiare e anche a non ballare, così Popi casca nel tranello e viene licenziato.
- Il Mafioso: Totò Gruppusu (Francesco Mandelli) è un uomo che cerca di "disintossicarsi" dall'essere mafioso (metafora del vizio del fumo) e comportarsi come tale ma sembra non riuscirci proprio a causa della sua indisposizione, e infatti lui stesso dichiara che sono la moglie Carmela (Giulia Michelini) e la propria madre a costringerlo a smettere di essere mafioso. Ripete spesso la frase «Che minchia guaddi?» inserendo (con piena inflessione palermitana) una "i" tra "gua" e "ddi". Durante la notte viene posseduto dallo spirito di un tal Denis Sboron e comincia a declamare proclami anti-siciliani in dialetto veneto (più precisamente veneziano lagunare con cadenza mestrina). La moglie imputa queste possessioni alla sua malattia di mafiosità.
- Totò Emanuele II e Peppino Garibaldi: a partire dalla terza serie, alla fine del secondo dei due episodi trasmessi a serata, viene cantata una canzoncina da Vittorio "Totò" Emanuele II (Francesco Mandelli) e Giuseppe "Peppino" Garibaldi (Fabrizio Biggio), spesso preceduta da una sequenza di scene con questi personaggi in stile film muto. A loro si unisce spesso Gianmarco Tognazzi nel ruolo di Cavour.
- Severino e Goffredo: Severino, un giovane dall'intelletto poco vivace, è spinto dal fratello maggiore Goffredo a sbrigare alcune faccende (come acquistare verdura o aprire un conto) per imparare a cavarsela senza l'aiuto di nessuno, ma viene puntualmente imbrogliato dai clienti e rimproverato dal "fratellone", che lo coglie in stato di choc e con un'espressione sofferente stampata sul volto. Dopo il trauma subìto, arriva puntualmente un passante che commenta il quadretto, fino ad arrivare alla parola "inculare" (o relativo sinonimo): a quel punto Severino fugge urlando a squarciagola.
- Patrick & Alexio: due ragazzi milanesi che affrontano temi adolescenziali, commentandoli con il loro ristretto lessico fatto di sole quattro parole, peraltro scurrili e simil-blasfeme. L'ambientazione delle scene è quasi sempre Piazza Donne Partigiane/Via Barona angolo Via Boffalora, sotto il "fungo" del Barrio's Cafè, vicino al Centro sociale Barrio's, nel quartiere periferico milanese di Barona.
- Gli ScandicCinesi: una "tlattolia toscana" gestita da due cinesi imbroglioni che si spacciano per promotori della cucina toscana, parlando anche con uno spiccato accento fiorentino (nonostante sostituiscano, con inflessione orientale, la lettera r con la l), che riescono a fare infuriare tutti i loro clienti, sempre personaggi famosi, portandogli, anziché il piatto toscano da loro richiesto, una pietanza tipica dei paesi orientali (riso alla cantonese, involtini primavera...). Concludono le loro liti cantando una canzoncina.
- L'amministratore nazista: un amministratore di condominio (Mandelli), simile per aspetto ad Adolf Hitler, che occupa il suo ruolo come se l'edificio fosse un lager nazista, tormentando in particolare la famiglia di uno dei condomini (Biggio), il cui soprannome affibbiatogli dall'amministratore è "piccolo pinocchietto". L'amministratore, essendo tedesco, scambia la B con la P, quindi anziché dire «io voglio il bene del condominio» dice «io voglio il "pene" del condominio».
- La mano amica: un uomo (Biggio) si rivolge alla sua mano destra, sulla quale sono disegnati una bocca e gli occhi come se fosse la sua partner, che gli mette sempre il broncio e che fa sempre capricci, e incontra un altro uomo (Mandelli) che fa anche lui la stessa cosa.
- I litigiosi: due uomini (interpretati come al solito da Biggio e Mandelli) si incontrano e puntualmente si mettono a litigare terminando ogni frase con "quando", "dove" o "cosa".
- Che cazzo dici?: un uomo (Biggio) si aggira in qualsiasi zona e quando parla con qualcuno, ogni volta che è contrario all'opinione altrui, dice sempre «Che cazzo dici?».
- L'agente immobiliare: un agente immobiliare (Biggio) mostra una casa a una giovane coppia, anche se egli è un tipo un po' particolare.
- L'insegnante di francese: un insegnante di lingue (Biggio) ha dei metodi tutti suoi, bizzarri e stravaganti, per insegnare il francese al suo allievo (Mandelli): ad ogni lezione fa ripetere all'allievo sempre la stessa frase (Les enfants font une fête, i bambini fanno una festa) e poi gli squilla sempre il telefono.

## Le apparizioni dei personaggi
Questo è un elenco dove appaiono tutti i personaggi nella serie I soliti idioti (la X significa che i personaggi appaiono):
|                                      | I soliti idioti | I soliti idioti - Il film | I 2 soliti idioti | I soliti idioti 3 - Il ritorno |
| ------------------------------------ | --------------- | ------------------------- | ----------------- | ------------------------------ |
| Father & Son                         | X               | X                         | X                 | X                              |
| Il rinnovamento della chiesa         | X               |                           | X                 |                                |
| Sono subito da lei                   | X               | X                         |                   | X                              |
| (Im)moralisti                        | X               | X                         |                   | X                              |
| Dolce attesa                         | X               | X                         |                   | X                              |
| Mamma esco                           | X               |                           | X                 |                                |
| I poliziotti scoreggioni             | X               |                           | X                 |                                |
| Patrick & Alexio                     | X               |                           | X                 | X                              |
| I mafiosi russi                      |                 | X                         | X                 |                                |
| L'amante del primario                | X               |                           |                   |                                |
| Il nichilista                        | X               |                           |                   |                                |
| I tifosi                             | X               |                           |                   |                                |
| Il precario                          | X               |                           |                   |                                |
| L'amica cieca                        | X               |                           |                   |                                |
| Quindi quindi                        | X               |                           |                   |                                |
| La ministra                          | X               |                           |                   |                                |
| Sì, ma lo scontrino?                 | X               |                           |                   |                                |
| I morti di sonno                     | X               |                           |                   |                                |
| Jackson e Johnson                    | X               |                           |                   | X                              |
| I Putti                              | X               |                           |                   |                                |
| Il Mafioso                           | X               |                           |                   | X                              |
| Totò Emanuele II e Peppino Garibaldi | X               |                           |                   |                                |
| Severino e Goffredo                  | X               |                           |                   |                                |
| Gli ScandicCinesi                    | X               |                           |                   |                                |
| L'amministratore nazista             | X               |                           |                   |                                |
| La mano amica                        | X               |                           |                   |                                |
| I litigiosi                          | X               |                           | X                 | X                              |
| Che cazzo dici?                      | X               |                           |                   |                                |

## Ispirazione
Il programma nasce come omaggio alla commedia all'italiana nata nella seconda metà del Novecento. Il titolo è stato scelto proprio in questo contesto, come omaggio a I soliti ignoti, film culto e pietra miliare della comicità italiana, e proprio come esso cerca di ironizzare sulla figura dell'italiano medio. Riprendendo i temi tipici della commedia all'italiana, Biggio e Mandelli hanno voluto rappresentare in modo satirico e grottesco la vita quotidiana di un italiano normale, sfruttando stereotipi e archetipi infissi nel tempo a rappresentare il Belpaese e i suoi abitanti. "I soliti idioti" è copiato dalla serie comica inglese Little Britain (come da presentazione iniziale), che si avvale dello stesso tipo di comicità grottesca, utilizzando strutture figurali molto simili. Non a caso, la serie inglese viene trasmessa sempre da MTV Italia. Inoltre, Biggio ha affermato di essersi ispirato anche dal fumettista Andrea Pazienza.

## Temi
Il programma nasce con l'intento satirico di rappresentare la società dell'Italia moderna attraverso situazioni di uomini medi in brevi sketch. Interessando luoghi comuni e contesti di rilevanza sociale, come la situazione di milioni di lavoratori precari e le angherie che devono subire, le raccomandate in campo lavorativo per salire di posizione e altri argomenti ironizzati.
Molti episodi si incentrano sull'ironia di alcuni contesti che oggigiorno causano disagi, cercando di fare satira. Essi analizzano temi scottanti e di odierno dibattito mediatico e politico come l'eutanasia (ep. 10 - Father & Son), la prostituzione, l'aumentare del taccheggio nei supermercati, definita umoristicamente "la spesa dei moderni"; ma più volte viene affrontato il tema della lite gratuita tipica degli italiani (pers.: Gli sbroccati, I tifosi), ironizzata anch'essa in situazioni irriverenti.

## Episodi

### Prima stagione
La prima serie consta di un ciclo di dieci episodi andati in onda tra il 28 febbraio e il 25 aprile 2009, il sabato sera con inizio alle 22:30.
| Nº | Titolo italiano  | Prima TV         |
| -- | ---------------- | ---------------- |
| 1  | Primo episodio   | 28 febbraio 2009 |
| 2  | Secondo episodio | 28 febbraio 2009 |
| 3  | Terzo episodio   | 7 marzo 2009     |
| 4  | Quarto episodio  | 14 marzo 2009    |
| 5  | Quinto episodio  | 21 marzo 2009    |
| 6  | Sesto episodio   | 28 marzo 2009    |
| 7  | Settimo episodio | 4 aprile 2009    |
| 8  | Ottavo episodio  | 11 aprile 2009   |
| 9  | Nono episodio    | 18 aprile 2009   |
| 10 | Decimo episodio  | 25 aprile 2009   |

### Seconda stagione
La prima puntata della seconda edizione è andata in onda su MTV il 18 febbraio 2010. Le prime tre scene furono mostrate mercoledì 8 luglio 2009 alle 17.30 nella Sala 9 del cinema Adriano, in occorrenza con la partecipazione al Roma Fiction Fest nella categoria fuori concorso Sit-com. Alla seconda stagione hanno preso parte anche volti noti dello spettacolo, tra cui le cantanti Paola & Chiara e Rocco Tanica.
| Nº | Titolo italiano          | Prima TV         |
| -- | ------------------------ | ---------------- |
| 1  | Primo episodio           | 18 febbraio 2010 |
| 2  | Secondo episodio         | 18 febbraio 2010 |
| 3  | Terzo episodio           | 25 febbraio 2010 |
| 4  | Quarto episodio          | 4 marzo 2010     |
| 5  | Quinto episodio          | 11 marzo 2010    |
| 6  | Sesto episodio           | 18 marzo 2010    |
| 7  | Settimo episodio         | 25 marzo 2010    |
| 8  | Ottavo episodio          | 25 marzo 2010    |
| 9  | Nono episodio            | 2 aprile 2010    |
| 10 | Decimo episodio          | 2 aprile 2010    |
| 11 | Undicesimo episodio      | 9 aprile 2010    |
| 12 | Dodicesimo episodio      | 9 aprile 2010    |
| 13 | Tredicesimo episodio     | 18 aprile 2010   |
| 14 | Quattordicesimo episodio | 18 aprile 2010   |

### Terza stagione
La prima puntata della terza serie è andata in onda su MTV il 16 febbraio 2011. Guest star di questa stagione sono Gianmarco Tognazzi, Rocco Tanica e Giulia Michelini.
| Nº | Titolo italiano          | Prima TV         |
| -- | ------------------------ | ---------------- |
| 1  | Primo episodio           | 16 febbraio 2011 |
| 2  | Secondo episodio         | 16 febbraio 2011 |
| 3  | Terzo episodio           | 23 febbraio 2011 |
| 4  | Quarto episodio          | 23 febbraio 2011 |
| 5  | Quinto episodio          | 2 marzo 2011     |
| 6  | Sesto episodio           | 2 marzo 2011     |
| 7  | Settimo episodio         | 10 marzo 2011    |
| 8  | Ottavo episodio          | 10 marzo 2011    |
| 9  | Nono episodio            | 17 marzo 2011    |
| 10 | Decimo episodio          | 17 marzo 2011    |
| 11 | Undicesimo episodio      | 24 marzo 2011    |
| 12 | Dodicesimo episodio      | 24 marzo 2011    |
| 13 | Tredicesimo episodio     | 31 marzo 2011    |
| 14 | Quattordicesimo episodio | 31 marzo 2011    |

### Quarta stagione
La quarta e ultima stagione è iniziata su MTV il 26 aprile 2012. Anche questa stagione ha visto grandi guest-star: Rocco Siffredi, Teo Teocoli, Madalina Ghenea, Francesco Renga, Fabio Caressa, Federico Russo, Benedetta Parodi e Piero Chiambretti.
| Nº | Titolo italiano          | Prima TV       |
| -- | ------------------------ | -------------- |
| 1  | Primo episodio           | 26 aprile 2012 |
| 2  | Secondo episodio         | 26 aprile 2012 |
| 3  | Terzo episodio           | 3 maggio 2012  |
| 4  | Quarto episodio          | 3 maggio 2012  |
| 5  | Quinto episodio          | 10 maggio 2012 |
| 6  | Sesto episodio           | 10 maggio 2012 |
| 7  | Settimo episodio         | 17 maggio 2012 |
| 8  | Ottavo episodio          | 17 maggio 2012 |
| 9  | Nono episodio            | 24 maggio 2012 |
| 10 | Decimo episodio          | 24 maggio 2012 |
| 11 | Undicesimo episodio      | 31 maggio 2012 |
| 12 | Dodicesimo episodio      | 31 maggio 2012 |
| 13 | Tredicesimo episodio     | 7 giugno 2012  |
| 14 | Quattordicesimo episodio | 7 giugno 2012  |

### DVD
Dal 2011 sono in vendita le stagioni in DVD della serie.
Dal 22 febbraio 2012 è in vendita il DVD de I soliti idioti - Il film.
Dal 15 maggio 2013 è in vendita il DVD de I 2 soliti idioti.

## Film
- I soliti idioti - Il film (2011)
- I 2 soliti idioti (2012)
- I soliti idioti 3 - Il ritorno (2024)

## Controversie
Il 25 ottobre 2013 presso l'Accademia di belle arti di Bologna l'artista Maurizio Cattelan manda il duo Biggio-Mandelli a ritirare in sua vece il Premio Alinovi Daolio. I due vestiti da prete - secondo lo schema dell'episodio televisivo Il rinnovamento della chiesa che vedeva protagonisti Padre Boi (Biggio) e Padre Giorgio (Mandelli) - illustrano in una gag fotografie di Maurizio Cattelan in abiti clericali e di opere dell'artista padovano davanti al Comitato accademico del Premio Alinovi Daolio guidato dall'illustre critico d'arte e professore emerito Renato Barilli, destando sconcerto nel pubblico e il disappunto degli accademici alla provocazione.

### La polemica sugli omosessuali a Sanremo
Nel febbraio 2012, Biggio e Mandelli partecipano a una serata del 62º Festival di Sanremo. Durante l'esibizione, nei panni della coppia gay protagonista dei loro sketch, simulano un matrimonio omosessuale celebrato da Gianni Morandi. Subito dopo cantano una canzone, già trasmessa su MTV, che recitava, tra l'altro: 
L’intervento suscita la polemica reazione delle associazioni gay e della comunità LGBT espressa da tutti i blog e i siti a tema, riportata dalle principali testate giornalistiche italiane.

Gay Center dichiara in una ANSA:
Arcigay dichiara: 

Gli fa seguito l'Associazione genitori di omosessuali: 
Ivan Scalfarotto, vicepresidente del PD, dichiara: 

L'eurodeputato Franco Grillini afferma dal Corriere della Sera:
In realtà la canzone è satirica. In varie interviste, i comici hanno dichiarato di essere a favore del matrimonio gay perché «sposarsi è un diritto di tutti», come dichiarato in un video dell'iniziativa CONDIVIDILOVE. Hanno inoltre affermato di non essere a favore dei pride perché «bisognerebbe celebrare la normalità di essere gay, non la diversità».

## Canzoni
Molti dei personaggi de I soliti idioti oltre agli sketch cantano delle canzoni. La canzone più famosa è quella cantata da Jackson & Jonson, A come amore, cantata in versioni e con parole diverse dagli altri personaggi.